# Championnats d'Afrique de tir à l'arc
Le championnat d'Afrique de tir à l'arc est une compétition sportive de tir à l'arc organisé par la World Archery Africa. Le championnat comprend les épreuves de tir à l'arc en extérieur pour l'arc classique et à l'arc à poulie.

## Éditions
| Édition | Année | Ville                            | Pays                  |
| ------- | ----- | -------------------------------- | --------------------- |
| 1       | 1995  | Harare                           | Zimbabwe              |
| 2       | 1996  | Malindi                          | Kenya                 |
| 3       | 1999  |                                  | Afrique du Sud        |
| 4       | 2000  | Port Elizabeth                   | Afrique du Sud        |
| 5       | 2003  | Nairobi                          | Kenya                 |
| 6       | 2004  | Vacoas-Phœnix                    | Maurice               |
| 7       | 2008  | Le Caire                         | Égypte                |
| 8       | 2010  | Le Caire (mars) Pretoria (avril) | Égypte Afrique du Sud |
| 9       | 2012  | Rabat                            | Maroc                 |
| 10      | 2014  | Louxor                           | Égypte                |
| 11      | 2016  | Windhoek                         | Namibie               |
| 12      | 2022  | Pretoria                         | Afrique du Sud        |
| 13      | 2023  | Nabeul                           | Tunisie               |